# The Varangian Way
The Varangian Way – drugi album folk metalowego zespołu Turisas. Został wydany w 2007 przez Century Media.

## Lista utworów
1. „To Holmgard and Beyond” – 5:17
2. „A Portage to the Unknown” – 4:50
3. „Cursed Be Iron” – 5:03
4. „Fields of Gold” – 4:34
5. „In the Court of Jarisleif” – 3:17
6. „Five Hundred and One” – 6:18
7. „The Dnieper Rapids” – 5:20
8. „Miklagard Overture” – 8:18

### Lista utworów na wydaniu specjalnym
1. „To Holmgard and Beyond” – 5:17
2. „A Portage to the Unknown” – 4:50
3. „Cursed Be Iron” – 5:03
4. „Fields of Gold” – 4:34
5. „In the Court of Jarisleif” – 3:17
6. „Five Hundred and One” – 6:18
7. „The Dnieper Rapids” – 5:20
8. „Miklagard Overture” – 8:18
9. „Rasputin” – 3:53
10. „To Holmgard and Beyond” [wersja z singla To Holmgard and Beyond] – 3:29

Na limitowanym wydaniu „Pagan Fest Tour Edition” znalazły się dodatkowe piosenki i DVD z nagraniem na żywo Rasputina i kilku innych piosenek zespołu.
Dodatkowe utwory na płycie:
1. „To Holmgard and Beyond” [wersja z singla To Holmgard and Beyond]
2. „Rex Regi Rebellis” [fińska wersja]
3. „Battle Metal” [na żywo z Party San 2006]

- Mathiasa Nygård sam napisał większość utworów, oprócz „Cursed Be Iron” (Nygård/Wickström), „In the Court of Jarisleif” (Nygård/Lisko/Vänskä) i „Five Hundred and One” (Nygård/Vänskä).
- Mathiasa Nygård tak samo napisał większość tekstów do piosenek na płycie, oprócz „Cursed Be Iron”, do której użył cytatów z fińskiego poematu Kalevalai
- Klasyczne chóry zostały nagrane w Vanha Kirjastotalo Music Hall w Tampere.
- Orkiestralne elementy na płycie pochodzą z Vienna Symphonic Library.

## Skład
- Mathias „Warlord” Nygård − wokal, programowanie, keyboard
- Jussi Wickström − gitara elektryczna, gitara akustyczna
- Tuomas „Tude” Lehtonen − perkusja, instrumenty perkusyjne
- Olli Vänskä − skrzypce elektryczne, skrzypce
- Hannes „Hanu” Horma − gitara basowa, wokal wspierający
- Janne „Lisko” Mäkinen − akordeon

Gościnnie
- Antti Paranko – wokal
- Aleksi Aromaa – kontrabas
- Janne Saksa – gitara akustyczna, wokal wspierający
- Jonathan Hutchings – narrator
- Antii Laurila – akordeon

## Listy sprzedaży
| Lista  | Kraj      | Pozycja |
| ------ | --------- | ------- |
| Top 50 | Finlandia | 17      |